# Enigmencyrtus
Enigmencyrtus is een geslacht van vliesvleugeligen uit de familie Tanaostigmatidae. De wetenschappelijke naam van dit geslacht is voor het eerst geldig gepubliceerd in 1977 door Trjapitzin.

## Soorten
Het geslacht Enigmencyrtus is monotypisch en omvat slechts de volgende soort:
- Enigmencyrtus zambezei (Risbec, 1955)